# Ashley Rickards
Ashley Rickards född 4 maj 1992 i Sarasota, Florida, USA, är en amerikansk skådespelare. Hon är mest känd för rollen som Samantha i One Tree Hill och som Shara i Ugly Betty. Hon spelar huvudrollen Jenna i Awkward där man får följa hennes händelserika resa på High School.  
Filmer som hon har medverkat i är: Web Journal Now (Roll: Janet),Spoonfed (Roll: Bridgette), American Family (Roll: julia Bogne) och Dirty Girl (Roll: Danielle)

TV-serier som Rickards medverkat i är : Awkward (Roll: Jenna Hamilton), Distant Roads (Roll :dottern), CSI: NY (Roll: unga, Lindsday Monroe), Zoey 101 (Roll: Molly Talbertsen) och Entourage (Roll: Candice)
Hon har även medverkat i olika musikvideor som till exempel The format - She Doesn't Get It och The Fray - How to save a life.